# Mohamed Traoré (cầu thủ bóng đá, sinh 1988)
Mohamed Traoré (sinh ngày 18 tháng 11 năm 1988), là một cầu thủ bóng đá người Mali thi đấu ở tiền đạo trung tâm. Hiện tại anh thi đấu cho AS Real Bamako.
Traoré có biệt danh "Zorro de Bamako" đặt bởi báo Tunisia "Tunis Hebdo".